# Pulque

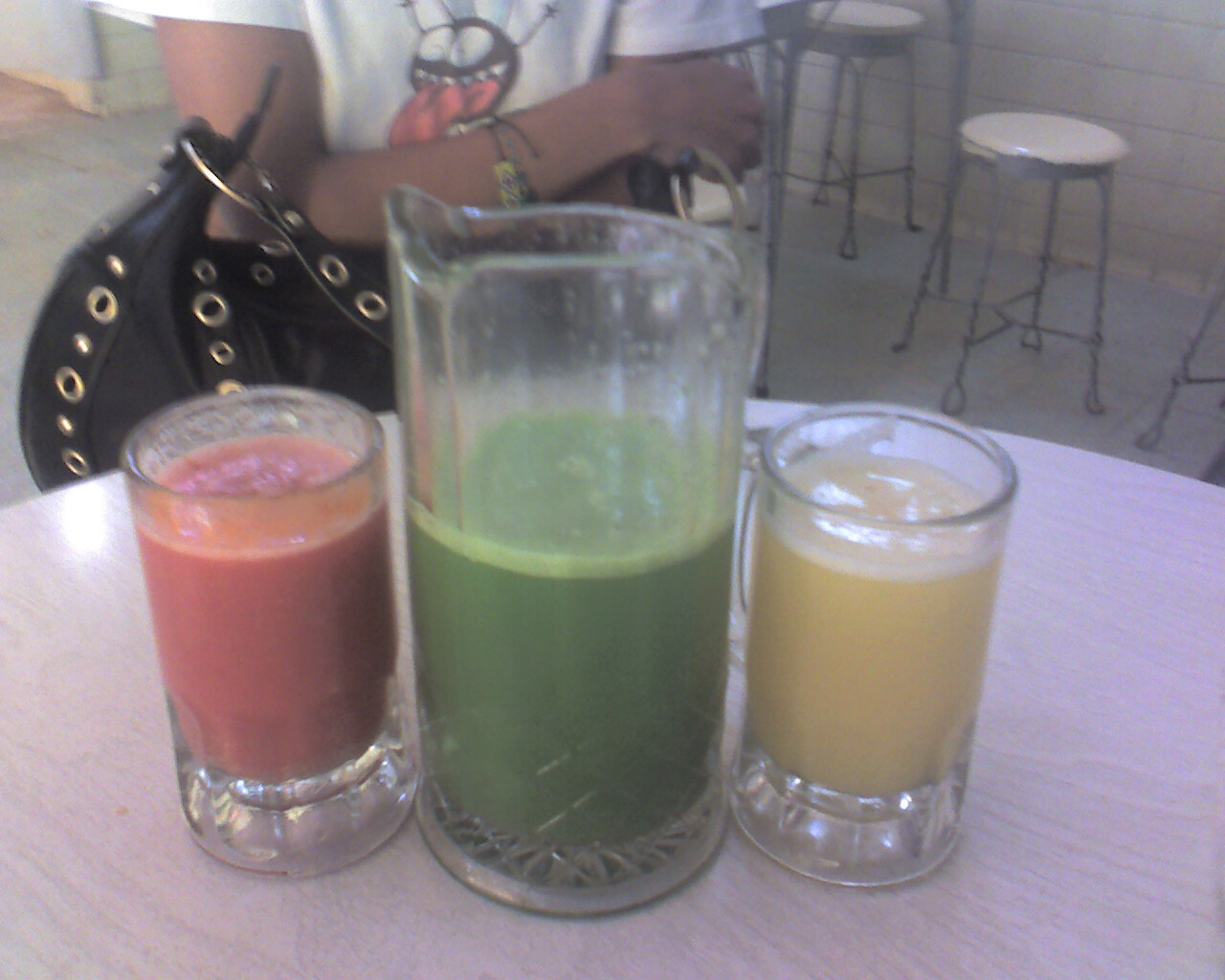
Pulque

El pulque, o octli, és una beguda alcohòlica producte de la fermentació, de color lletós i un poc viscosa. Igual que el mescal s'obté de la planta anomenada maguei (Agave americana). El pulque data de temps precolombins i és una beguda tradicional a Mèxic.
El nom de «pulque» deriva de l'idioma nàhuatl però originalment s'anomenava, també en nàhuatl, «iztac octli» (vi blanc), i el terme «pulque» es va estendre després de l'arribada dels conqueridors castellans per confusió amb «octli poliuhqui» que significa «vi espatllat». En temps precolombins el pulque era una beguda de caràcter sagrat de consum reservat pràcticament als sacerdots i les classes altes dels asteques. Va ser després una beguda molt popular a Mèxic (es servia a les «pulquerías») però a partir de la dècada de 1930 el seu consum entrà en decadència especialment en zones urbanes.

## Elaboració
El magüei es cultiva a Mèxic des de com a mínim el segle iii. És una planta amb nombrosos usos. Quan la planta madura (triga 12 anys) acumula sucres. Es talla la tija floral i es recull la saba dues vegades al dia durant uns sis mesos fins que la planta mor. La saba es recull en recipients on es deixa fermentar i s'hi afegeixen les llavors de la planta per activar la fermentació gràcies als bacteris (no pas llevats de fongs) Zymomonas mobilis (sinònim. Thermobacterium mobile). El procés de fermentació és continu i el pulque ha de ser consumit abans que s'espatlli. El pulque no es pot emmagatzemar durant llargs períodes. Només recentment s'ha aconseguit de conservar-lo i poder enllaunar-lo però amb canvis importants en sabor. El grau alcohòlic del pulque tradicional és similar al de les cerveses, entre 6 i 8%.